# Fiński Kościół Zielonoświątkowy
Fiński Kościół Zielonoświątkowy (ang. Pentecostal Church of Finland) – chrześcijański wolny kościół protestancki o charakterze ewangelikalnym nurtu zielonoświątkowego działający w Finlandii, wchodzący w skład Światowej Wspólnoty Zborów Bożych. Fiński Kościół Zielonoświątkowy liczy około 65 000 wiernych zrzeszonych w 240 kościołach.
Ruch zielonoświątkowy przybył do Finlandii w 1908 roku w osobie norweskiego pastora Thomas Ball Barratt. Pierwszy fiński zbór zielonoświątkowy powstał w Helsinkach w 1915 roku. 
Kościół Zielonoświątkowy w Turku ma zbór liczący ponad 1500 ochrzczonych członków.

## Galeria

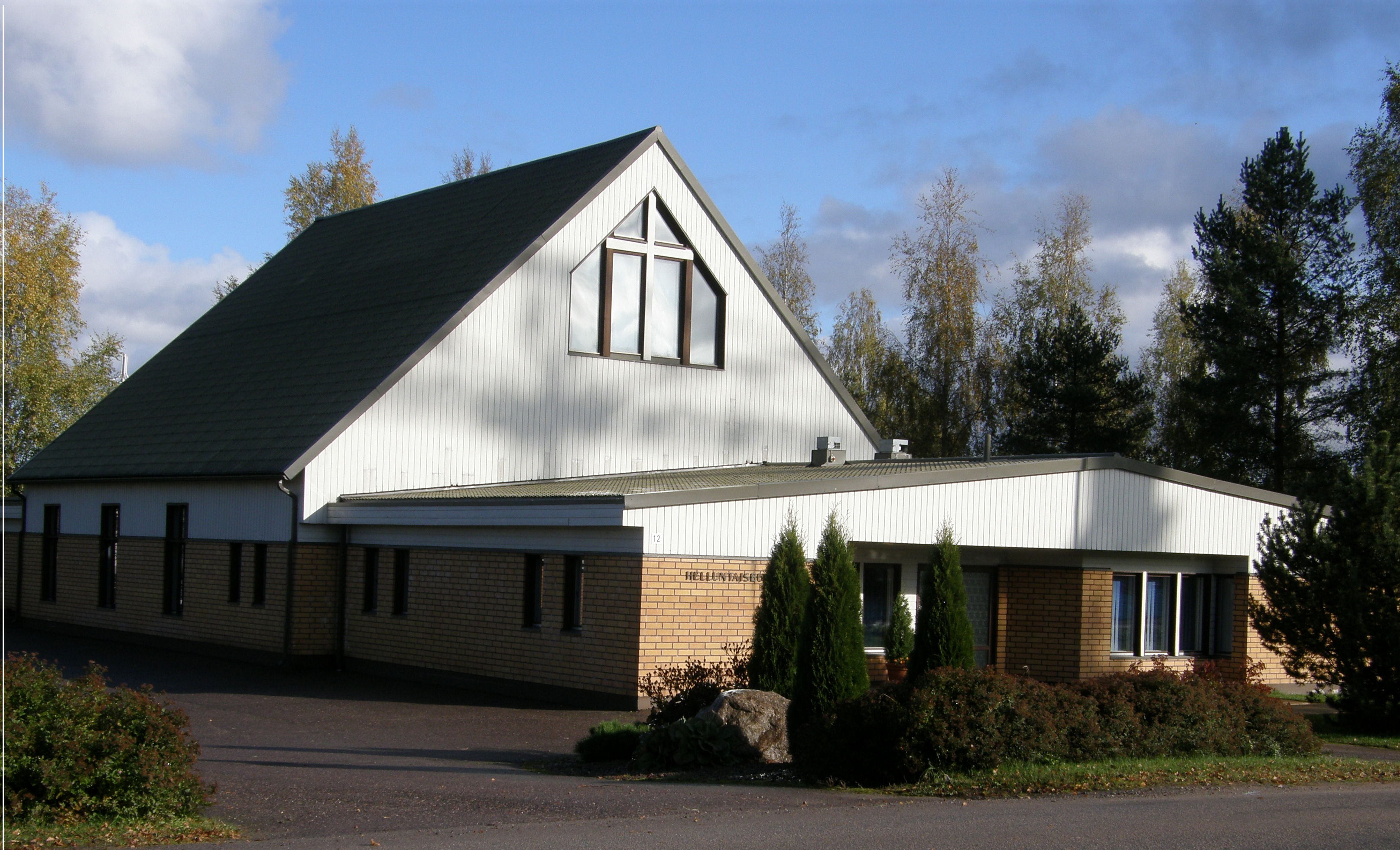
Zbór zielonoświątkowy w Eura.
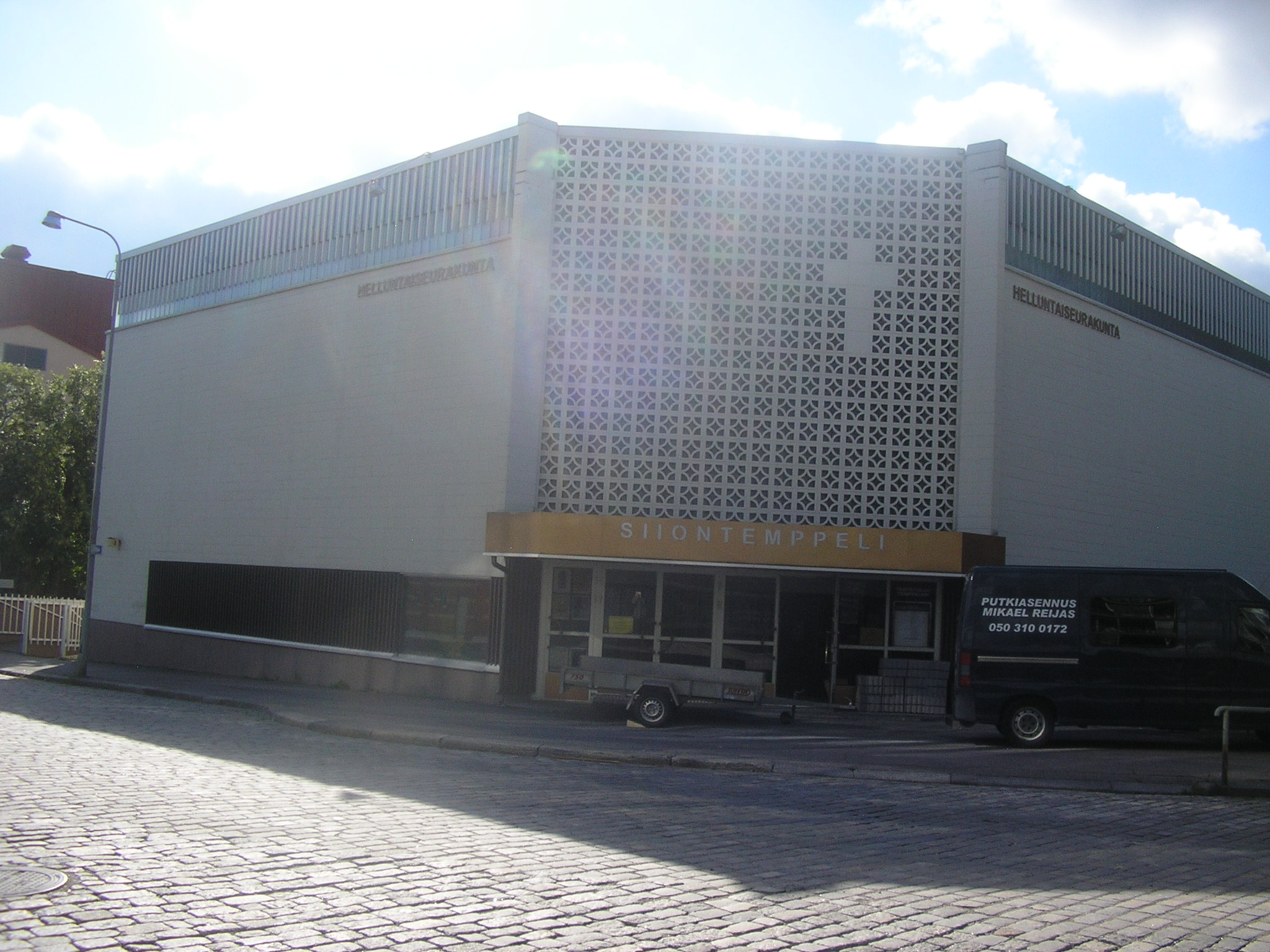
Zbór w Jyväskylä.
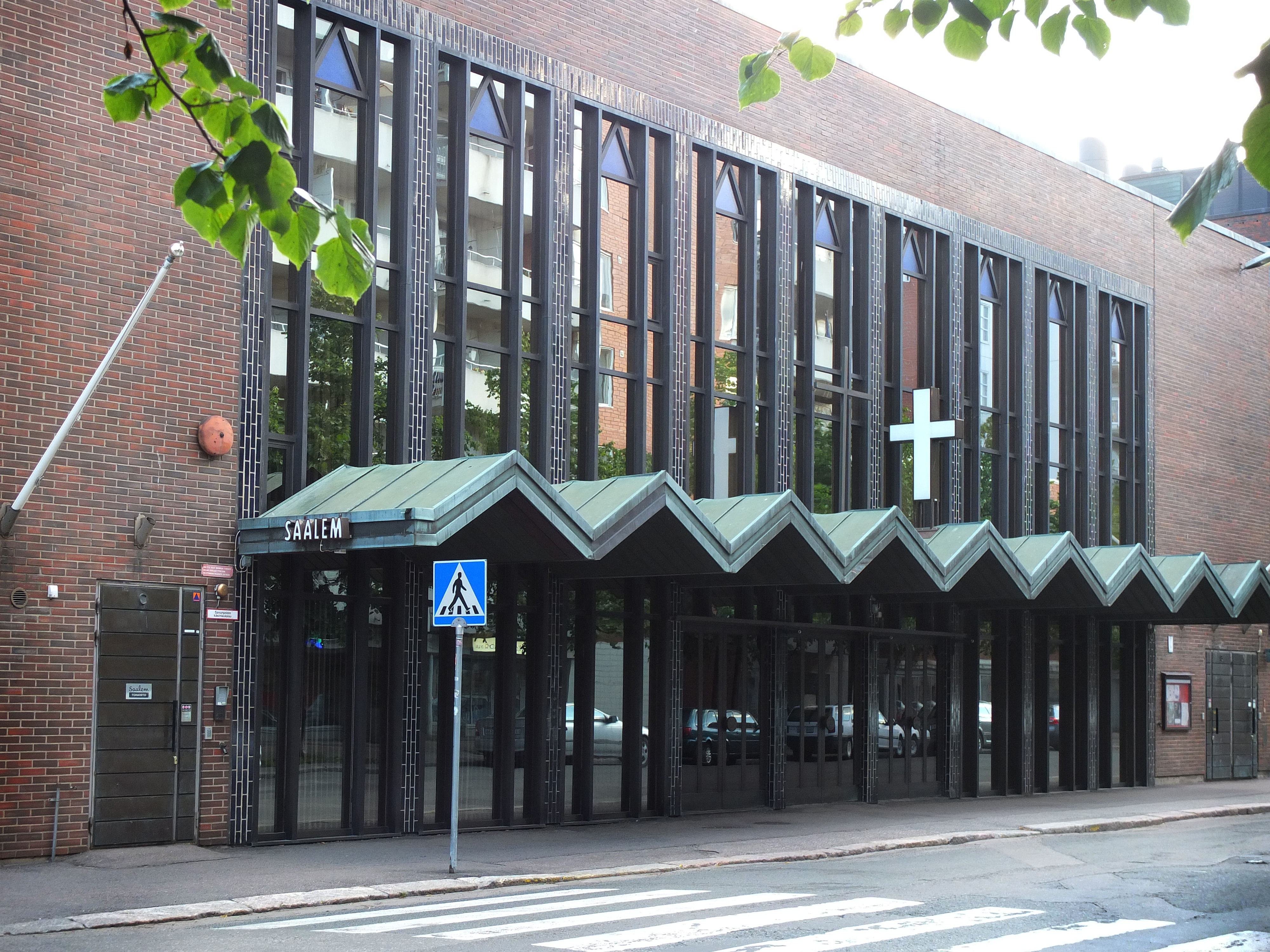
Świątynia w Helsinkach.
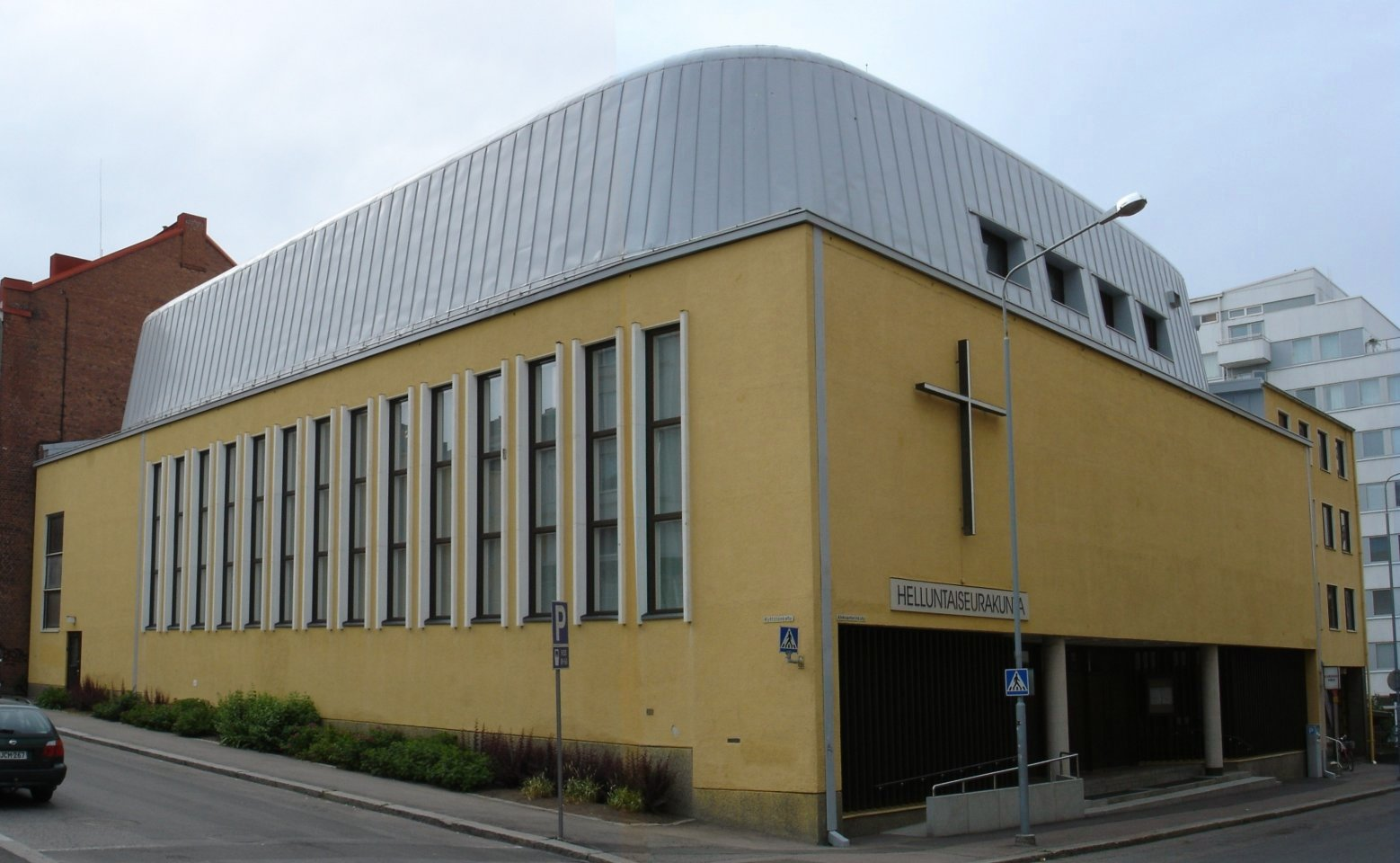
Kościół w Tampere.